# Bellibarbula obtusicuspis
Bellibarbula obtusicuspis là một loài Rêu trong họ Pottiaceae. Loài này được (Besch.) P.C. Chen mô tả khoa học đầu tiên năm 1941.